# Anoplopoma
Anoplopoma is een monotypisch geslacht van straalvinnigen uit de familie van de Anoplopomatidae (koolvissen) en de orde van schorpioenvisachtigen (Scorpaeniformes). 

## Soorten
- Anoplopoma fimbria (Pallas, 1814) (Zandvis)